# Musée missionnaire ethnologique

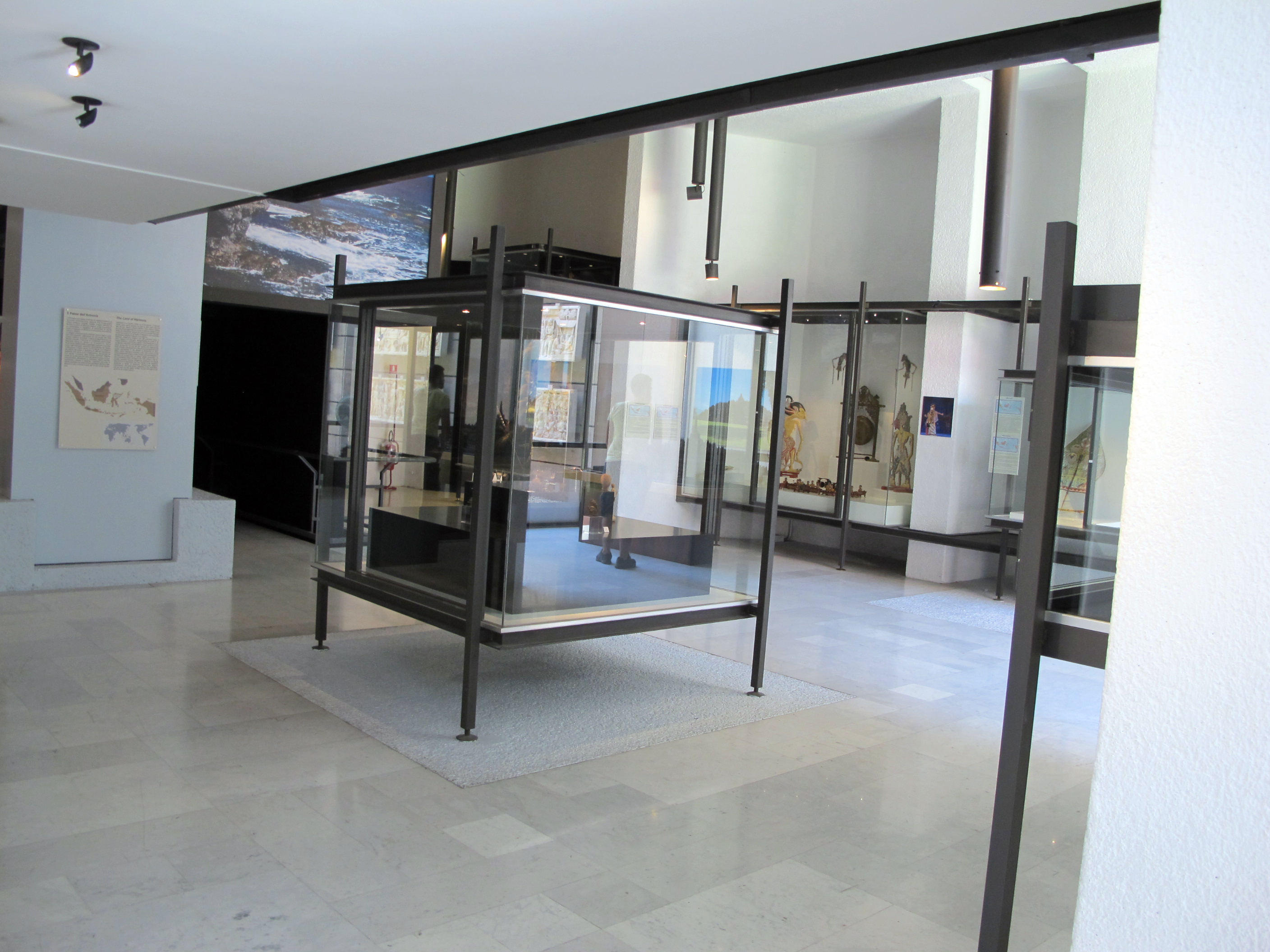
Une salle

Le Musée missionnaire ethnologique est une section des Musées du Vatican.

## Histoire
Son histoire tire ses origines de la fin de l'Exposition universelle missionnaire, que Pie XI a voulu promouvoir, à l'occasion du Jubilé de 1925, Année Sainte à laquelle il voulait donner une particularité missionnaire. Dans les vingt-quatre pavillons spécialement construits pour l'occasion dans les jardins du Vatican, il y avait des documents sur l'activité missionnaire de l'Église depuis les origines. L'exposition a été un succès international, et la plupart des objets présentés ont permis la création du Musée missionnaire ethnologique. En effet, l'année suivante, le pape Pie XI a décidé de créer ce musée pour montrer de nombreuses œuvres qui avaient été exposées, œuvres qui seront, plus tard, données au pape. Le musée, créé le 12 novembre 1926, a été inauguré en décembre de l'année suivante. D'abord situé dans le palais du Latran, il fut ensuite, avec Jean XXIII, déplacé à son emplacement actuel, et rouvert avec Paul VI.

## Description
Le musée accueille, en plus des objets de cultures non européennes de l'Exposition universelle missionnaire, également les dons faits par les congrégations religieuses et missionnaires ou par les particuliers pour les différents papes. On trouve, par exemple, le musée Borgia, c'est-à-dire le musée abritant les objets collectés par le cardinal Stefano Borgia ou donnés par les missionnaires de la propagation de la Foi, depuis sa fondation en 1622. Au total, le musée est d'une grande richesse, comptant plus de 80 000 objets et œuvres d'art, dont seule une petite partie est présentée. La collection est très variée, débutant par des milliers de pièces préhistoriques du monde entier, jusqu'aux dons faits au pape actuel; elle comprend des œuvres asiatiques, précolombiennes, islamiques, africaines, océaniennes, australiennes et des peuples indigènes d'Amérique.
Le musée est organisé en deux parcours : le parcours ouvert au public, où les objets exposés sont répartis par zones géographiques; un deuxième parcours, ouvert uniquement sur demande, où il est possible d'admirer et étudier d'autres objets non exposés au public, mais toujours organisé selon le même critère géographique.